# Alois Vogedes

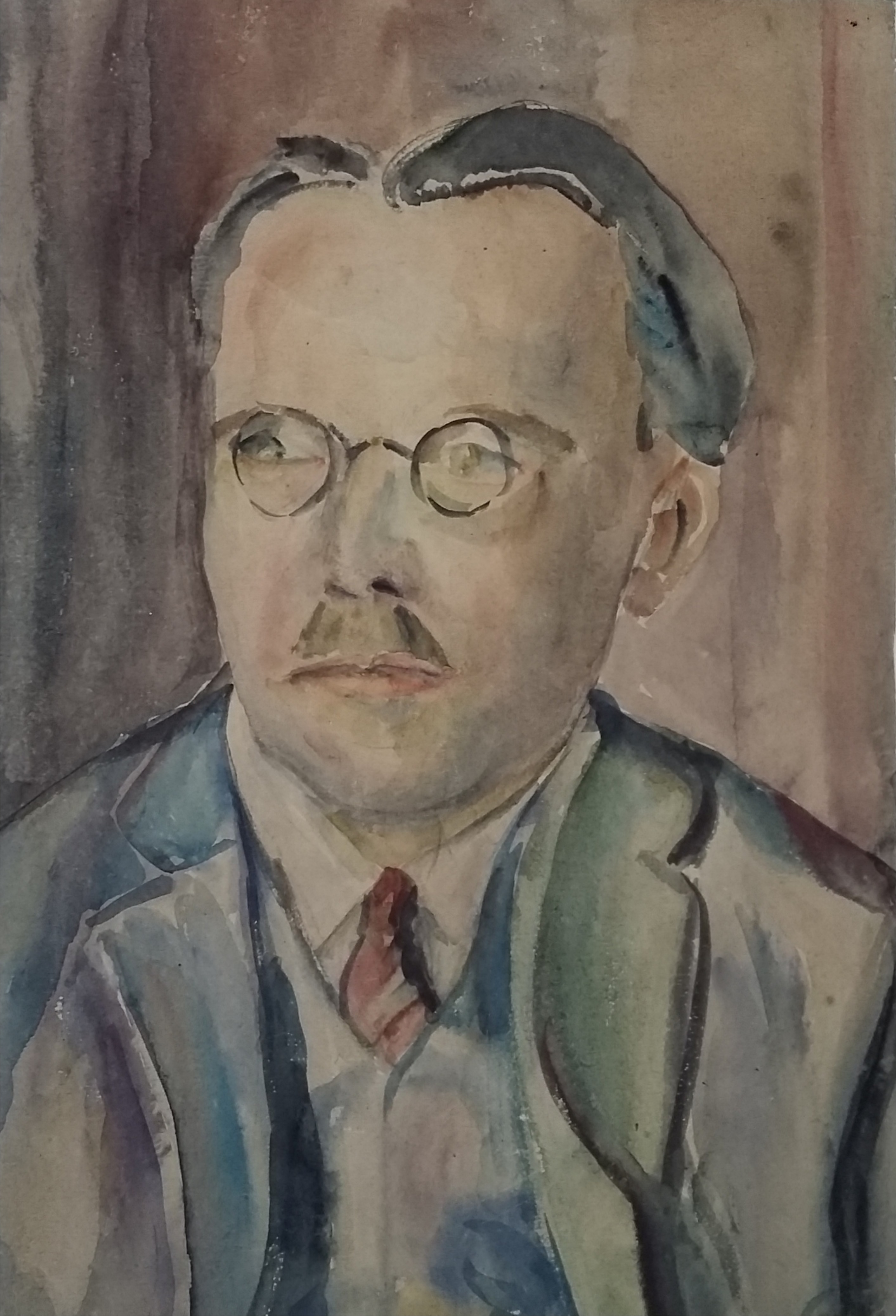
Alois Vogedes, Gemälde von Clara Vogedes

Alois Anton Vogedes (auch Aloys Vogedes; Pseudonyme: Alois Glitz, A. Glitz-Holzhausen, Stefan Stamm, * 6. Dezember 1887 in Holzhausen/Westfalen; † 19. Juli 1956 in Bonn) war ein deutscher Journalist und Schriftsteller.

## Leben
Alois Vogedes war als Redakteur für verschiedene Zeitungen tätig, u. a. in Speyer, Aschaffenburg, Hannover, Trier und Neunkirchen (Saar). Nach dem Ende des Zweiten Weltkrieges arbeitete er für die Neue Westfälische Zeitung; zuletzt war er Chefredakteur der Westfälischen Zeitung in Paderborn. Neben seiner journalistischen Tätigkeit verfasste Vogedes Erzählungen und Gedichte.
Vogedes war verheiratet mit der Malerin Clara Vogedes.

## Werke
- Absolve me!, Paderborn 1912 (unter dem Namen Alois Glitz)
- Bauer, mein Vater!, Berlin [u. a.] 1933 (unter dem Namen A. Glitz-Holzhausen)
- Katholische Kultur an der Saar, Neunkirchen-Saar 1934
- Im Wunder der Zeit! Gutsch, Karlsruhe 1938 (unter dem Namen A. Glitz-Holzhausen). Wurde nach Ende des Zweiten Weltkrieges in der Sowjetischen Besatzungszone auf die Liste der auszusondernden Literatur gesetzt.[1]
- Peter Hille, Paderborn 1947
- Die silberne Sichel, Bielefeld 1947 (unter dem Namen Stefan Stamm)
- Lied bricht den Turm, Ratingen 1960

## Herausgeberschaft
- Festschrift zur Tagung des Bundes Rheinischer Dichter in Trier. Selbstverlag, Trier 1932
- Elisabeth Weber: Ich diente - und mein Lohn ist Frieden, Münster (Westf.) 1947
- Bey us doheime, Paderborn 1952 (herausgegeben zusammen mit Therese Pöhler)
- Peter Hille: Ausgewählte Dichtungen, Ratingen [u. a.] 1961